# Габбия, Маттео
Матте́о Га́ббия (итал. Matteo Gabbia; род. 21 октября 1999, Бусто-Арсицио, Ломбардия) — итальянский футболист, центральный защитник клуба «Милан».

## Клубная карьера
Габбия — воспитанник клуба «Милан». 24 августа 2017 года в квалификационном матче Лиги Европы против северо-македонской «Шкендии» он дебютировал за основной состав. Летом 2018 года для получения игровой практики Маттео был арендован клубом «Луккезе». 16 сентября в матче против «Ареццо» он дебютировал в итальянской Серии C. 27 сентября в поединке против «Каррарезе» Маттео забил свой первый гол за «Луккезе». 
Летом 2019 года Габбия вернулся в «Милан». 17 февраля 2020 года в матче против «Торино» он дебютировал в Серии A.
26 июля 2023 на правах аренды присоединился к испанскому клубу «Вильярреал» до 30 июня 2024 года.

## Международная карьера
В 2016 году в составе юношеской сборной Италии Габбия принял участие в юношеском чемпионате Европы в Азербайджане. На турнире он сыграл в матчах против команд Сербии, Нидерландов и Испании. 
В 2018 году в юношеской сборной Италии Габбия завоевал серебряные медали юношеского чемпионата Европы в Финляндии. На турнире он сыграл в матчах против команд Норвегии и Финляндии.
В 2019 году в составе молодёжной сборной Италии Габбия принял участие в молодёжном чемпионате мира в Польше. На турнире он сыграл в матче против команд Польши, Мали, Украины и Эквадора.
В 2021 году Габбия в составе молодёжной сборной Италии принял участие в молодёжном чемпионате Европы в Венгрии и Словении. На турнире он сыграл в матчах против команд Чехии и Словении.

## Достижения
«Милан»
- Чемпион Италии: 2021/22
- Обладатель Суперкубка Италии: 2024

Италия (до 19)
- Юношеский чемпионат Европы — 2018